# Chrystalleni Trikomiti
Chrystalleni Trikomiti (griechisch Χρυσταλλένη Τρικωμίτη, * 30. November 1993 in Larnaka) ist eine zypriotische Sportlerin der Rhythmischen Sportgymnastik.

## Kindheit
Chrystalleni ist eines von sechs Kindern der Familie Trikomiti. Bereits im Alter von drei Jahren kam sie zusammen mit ihrer zwei Jahre älteren Schwester Loukia zur rhythmischen Sportgymnastik. Schnell erkannte man ihre Hingabe und ihr Talent für diesen Sport. Im Alter von sieben Jahren erhielt sie erste Auszeichnungen in dieser Sportart.

## Karriere
Das Band favorisierte sie in einem Interview zu ihrem bevorzugten Handgerät.
Erste internationale Erfahrungen im Seniorenbereich sammelte Chrystalleni bei den Mittelmeerspielen 2009 als sie im Wettbewerb der Rhythmischen Gymnastik das Finale erreichte und sich den neunten Rang sicherte. Einen Rang vor ihrer Schwester Loukia die ebenfalls am Wettbewerb teilnahm. Ein Jahr später trat sie beim Kalamata Cup in Griechenland an und kam in drei von fünf Disziplinen ins Finale. Im selben Jahr erturnte Trikomiti gleich fünf Medaillen bei den Commonwealth Games 2010. 2011 wurde sie in Zypern zur Sportlerin des Jahres gewählt. Bei den Olympischen Spielen 2012 in London belegte sie den 19. Rang.